# Carlos Ballesteros
Carlos Ballesteros Borge (Zaragoza, 31 de diciembre de 1935 - Móstoles, Madrid, 4 de septiembre de 2011) fue un actor y director teatral español.

## Biografía
Sus primeros contactos con el mundo de la interpretación se remontan a su época de estudiante de Filosofía y Letras y Arquitectura, cuando colabora como aficionado en el Teatro Español Universitario. Durante esa etapa participa en los montajes de Seis personajes en busca de autor, de Luigi Pirandello y La vida es sueño, de Calderón de la Barca.
Abandonando los estudios, debuta profesionalmente sobre las tablas con La Orestiada y, ya en el Teatro Español, interviene en Julio César de Shakespeare y El avaro de Molière.
Desde los años setenta se dedicó también a la dirección teatral. En esa época dirigió el Grupo Teatral Archivo, en el Centro de Preparación de Actores, con el que montó varias obras.
En el cine debutó en 1962 bajo las órdenes de José María Forqué en Accidente 703. De su carrera posterior destacan Ensayo general para la muerte (1963), de Julio Coll; Olvida los tambores (1975), de Rafael Gil y El lobo negro (1981), de Rafael Romero Marchent. Fue además el primer actor en representar al detective Pepe Carvalho, de las novelas de Manuel Vázquez Montalbán, en Tatuaje (1978), de Bigas Luna.
Ha estado presente en televisión desde los primeros tiempos del medio en España y durante las décadas de los sesenta y setenta intervino en numerosos espacios de TVE como Historias para no dormir (1966), Hora once: Noches blancas (1970), Visto para sentencia (1971), Novela o Estudio 1. En su última etapa profesional, uno de los papeles que más popularidad le proporcionó fue el de Nicolás, el suegro de Emilio Aragón en la primera temporada de la exitosa serie Médico de familia (1995-1996). Retirado de la escena en el año 2000, reapareció en televisión en 2007, haciendo un papel en Quart.
Como dramaturgo y literato, en 1994 publicó su primera novela, Chúpate esa, Teresa, narrando la vida de un moderno vampiro, y en 2007 otro libro del mismo corte humorístico, Para cuando se canse de leer a James Joyce. Hizo igualmente una adaptación teatral de Drácula. En septiembre de 2008 estrenó y dirigió, en el Teatro Español de Madrid, su obra Esperando al señor S, y ese mismo año ejerció como Presidente del Jurado en la primera edición del Premio Altea de Literatura para novela. 
Era también un dibujante excepcional, y muy aficionado a la pintura, inclinaciones que le quedaron de su época de estudiante.
Desde septiembre de 2010 dirigía la Escuela Municipal de Teatro Clásico de Navalcarnero, municipio en el que ha residido hasta su muerte, acaecida en el Hospital de Móstoles a causa de un cáncer hepático que le fue diagnosticado sólo mes y medio antes. Por deseo expresado tiempo atrás a sus amigos, su cuerpo fue donado a la ciencia.

## Obras de teatro
- Medea (1957), de Eurípides , TEU.
- Los Pelópidas (1957), de Jorge Llopis , TEU.
- Seis personajes en busca de un autor (1957), de Pirandello, TEU.
- Edipo rey (1957), de Sófocles , TEU.
- Después del mediodía  (1958).
- El paraíso de los imprudentes (1958).
- Mambrú se fue a la guerra  (1958).
- Ana Kleiber (1958), de Alfonso Sastre.
- Panorama desde el puente (1958), de Arthur Miller.
- El retablo de las maravillas (1958), de Cervantes.
- El rey peste (1958), de Edgar Allan Poe.
- Una luna para el bastardo (1958), de Eugene O'Neill.
- Orfeo en los infiernos (1958), de Jaques Offenbah.
- La llama viva (1958), de John Steinbeck.
- La importancia de llamarse Ernesto (1958), de Oscar Wilde.
- La danza de la muerte (1958), de Strindberg.
- El diario de Ana Frank (1959).
- Ifigenia (1959), de Alfonso Reyes Ochoa.
- La muerte de un viajante (1959), de Arthur Miller.
- Final de partida (1959), de Samuel Beckett.
- La condena de Lucullus (1959), de Brecht.
- La vida es sueño (1959), de Calderón de la Barca.
- La Orestiada (1959), de Esquilo.
- Los intereses creados (1959), de Jacinto Benavente.
- Los encantos de la culpa (1959), de Calderón de la Barca.
- Don Juan Tenorio (1959), de José Zorrilla.
- La visita de la vieja dama (1959), de Durrenmatt.
- Un soñador para un pueblo (1960), de Buero Vallejo.
- El gran teatro del mundo (1960), de Calderón de la Barca.
- La alondra (1960), de Jean Anouilh.
- Julio César (1960), de William Shakespeare.
- Las meninas (1960), de Antonio Buero Vallejo.
- La Orestíada (1960), de Esquilo con Guillermo Marín.
- El baile de los ladrones (1960), de Jean Anouilh.[4]
- El avaro (1960), de Molière.
- La casa de té de la luna de agosto (1960), de John Patrick.
- El caballero de Olmedo (1961), de Lope de Vega.
- El cerco de Numancia (1961), de Miguel de Cervantes.
- En Flandes se ha puesto el sol (1961), de Eduardo Marquina.
- El cardenal de España (1961), de Henry de Montherlant.
- El alcalde de Zalamea (1962), de Calderón de la Barca.
- Proceso a Jesús (1962), de Diego Fabbri.
- Fuenteovejuna (1962), de Lope de Vega.
- Los guanches de Tenerife  (1962), de Lope de Vega.
- La cabeza de un traidor (1962), de Robert Bolt.
- Divinas palabras (1962), de Valle-Inclán.
- Calígula (1963), de Albert Camus.
- La escuela de los bufones (1963), de Michel de Ghelderode.
- La barca sin pescador (1964), de Alejandro Casona.
- Rebelde (1964), de Alfonso Paso.
- Celos del aire (1964), de José López Rubio.
- Los tres etcéteras de Don Simón (1964), de José María Pemán.
- Los árboles mueren de pie (1964), de Alejandro Casona.
- Reinar después de morir (1964), de López de Guevara.
- La pulga en la oreja (1965), de George Feydeau.
- El poder (1965), de Joaquín Calvo Sotelo.[5]
- Los Pelópidas (1966), de Jorge Llopis.
- El bastardo Mudarra (1966), de Lope de vega.
- Los derechos de la mujer (1966), de Alfonso Paso con Tina Sáinz.
- Los siete infantes de Lara (1966), de Lope de Vega.[6]
- Águila de blasón (1966), de Valle-Inclán.
- Corona de amor y muerte (1967), de Alejandro Casona.
- Los árboles mueren de pie (1967), de Alejandro Casona.
- A puerta cerrada (1967), de Jean Paul Sartre.
- La puta respetuosa (1967), de Jean Paul Sartre.
- La casa de las chivas (1968), de Jaime Salom.
- El lindo don Diego (1969), de Agustín Moreto.
- El amante complaciente (1969), de Graham Greene.
- El amor de los cuatro coroneles (1969), de Peter Ustinov.
- Sigfrido en Stalingrado  (1969), de Luigi Candoni con Carmen de la Maza.
- La factura (1970), de Françoise Dorin.
- La pequeña cabaña (1970), de André Roussin.
- La estrella de Sevilla (1970), de Lope de Vega.
- El francés a su alcance (Estudio 1, 1970), de Terence Rattigan.
- Medea (1971), de Seneca.
- Otelo (1971), de William Shakespeare.
- Abelardo y Eloísa (1972), de Ronald Millar.
- Anillos para una dama (1973), de Antonio Gala.
- Timón de Atenas (1973), de William Shakespeare.
- Hércules y el estercolero (1973), de Durrenmatt.
- Historia de un pechicidio (1974), de Lauro Olmo.
- Sonica la cortesana (1975), de Vicente Blasco Ibáñez.
- La fierecilla domada (1975), de William Shakespeare.
- La Orestiada (1975), de Esquilo, con Gemma Cuervo y Ignacio López Tarso.
- Los derechos de la mujer (1975), de Alfonso Paso, con Silvia Tortosa.
- Don Juan Tenorio (1977), de José Zorrilla.
- La canción de Roldán  (1979).
- Medea (1979), de Séneca
- Lorenzaccio (1982), de Musset con Victoria Vera.
- El enemigo del pueblo (1985/86), de Ibsen.
- La divina comedia (1986), de Dante.
- ¡Oh, qué buenas son las suegras! (1987), de Terencio.
- El príncipe constante (1988), de Calderón de la Barca.[7]
- Porfiar hasta morir (1989), de Lope de Vega.
- Los españoles bajo tierra (1992), de Francisco Nieva.
- Sólo para parejas (1993).
- Las trampas del azar (1995), de Antonio Buero Vallejo.
- La gata sobre el tejado de zinc (1995), de Tennessee Williams.
- Luces de bohemia (1996), de Valle-Inclán.
- Las bacantes (1997), de Eurípides.
- La noche (1997), de José Saramago
- Todas las primaveras (1998).
- La malquerida (2000), de Jacinto Benavente.

## Filmografía
- Un hecho violento, (1959)
- Accidente 703, (1962)
- Ensayo general para la muerte (1963), de Julio Coll.
- Isidro el labrador, (1964)
- La hora incógnita, (1964)
- Proceso a una estrella, (1966)
- Persecución hasta Valencia, (1968)
- Las Vegas, 500 millones, (1968)
- El día de mañana, (1969)
- Pepa Doncel, (1969)
- El sobre verde (1971)
- Novios de la muerte, (1975)
- El extraño amor de los vampiros, (1975)
- Juego sucio en Panamá, (1975)
- Olvida los tambores, (1975)
- La lozana andaluza, (1976)
- La espada negra, (1976)
- Cuando Conchita se escapa, no hay tocata, (1976)
- Tatuaje (1976), de Bigas Luna.
- Luto riguroso, (1977)
- El mirón, (1977)
- Esposa de día, amante de noche, (1978)
- Tatuaje, (1978)
- Ángel negro, (1978)
- Oro rojo, (1978)
- Nunca en horas de clase, (1978)
- El lobo negro, (1981)
- Duelo a muerte, (1981)
- Locas vacaciones, (1986)
- Romanza final (Gayarre), (1986)
- Amor propio, (1984)
- Belmonte, (1995)
- La Moños, (1997)

## Actuaciones en televisión
- Gran teatro
  - Antígona (1961)
- Novela
  - El beso y las monedas (23 de marzo de 1964)
  - Siempre en capilla (24 de enero de 1966)
  - Siempre en capilla II (25 de enero de 1966)
  - Siempre en capilla III (26 de enero de 1966)
  - Siempre en capilla IV (27 de enero de 1966)
  - Siempre en capilla V (28 de enero de 1966)
  - Año viejo, nueva esperanza (26 de febrero de 1966)
  - Gabriel de Espinosa (17 de mayo de 1966)
  - Jenner (5 de diciembre de 1966)
  - Casta de hidalgos (16 de enero de 1967)
  - El cardenal de Castilla III (16 de agosto de 1967)
  - El burlador (11 de noviembre de 1968)
  - Isabel y Fernando (12 de mayo de 1969)
  - El retrato (23 de junio de 1969)
  - La boda (21 de noviembre de 1977)
- Estudio 3
  - La muerte de Orfeo (7 de septiembre de 1964)
- Historias para no dormir
  - La bodega, primera parte (18 de febrero de 1966)
  - La bodega, segunda parte (25 de febrero de 1966)
- Estudio 1
  - Matternich (27 de julio de 1966)
  - El hilo rojo (7 de noviembre de 1967)
  - El francés a su alcance (30 de octubre de 1970)
  - La alondra (29 de enero de 1971)
  - El sueño de una noche de verano (16 de abril de 1971)
  - No habrá Guerra de Troya (30 de abril de 1971)
  - Eloísa está debajo de un almendro (26 de enero de 1973)
  - Teresa de Jesús (19 de octubre de 1973)
  - Al César lo que es del César (26 de octubre de 1973)
  - Curva peligrosa (27 de octubre de 1975)
  - La fierecilla domada (21 de marzo de 1979)
  - Sinfonía inacabada (9 de mayo de 1979)
- Diego de Acevedo
  - Guardia de corps (6 de noviembre de 1966)
- Teatro de siempre
  - Peribáñez o el comendador de Ocaña (26 de enero de 1967)
  - El lindo don Diego (26 de junio de 1969)
  - Los cómplices (10 de agosto de 1970)
- Doce cuentos y una pesadilla
  - Episodio del 8 de julio de 1967
- La risa española
  - Tres piernas de mujer (11 de julio de 1969)
- Teatro de misterio
  - En defensa propia (21 de septiembre de 1970)
- Hora Once
  - El socio de Tennessee (15 de marzo de 1971)
- Visto para sentencia
  - El seductor (10 de mayo de 1971)
  - La segunda perla (16 de agosto de 1971)
- Teatro breve
  - Vudú (14 de agosto de 1971)
  - El observatorio (2 de octubre de 1971)
- Ficciones
  - Los papeles de Aspern (11 de agosto de 1973)
- Los libros
  - En la vida y en la muerte (21 de mayo de 1974)
- El teatro
  - Yo estuve aquí otra vez (7 de octubre de 1974)
  - Dama Inger de Ostraat (9 de diciembre de 1974)
- Cuentos y leyendas
  - El amor y la muerte (13 de febrero de 1976)
- La señora García se confiesa
  - La realidad (11 de enero de 1977)
- Mujeres insólitas
  - El ángel atosigador (1 de febrero de 1977)
- Curro Jiménez
  - La media luna (12 de febrero de 1978)
- Teatro estudio
  - La marquesa Rosalinda (26 de marzo de 1981)
- La comedia
  - Sólo para hombres (6 de diciembre de 1983)
- Fragmentos de interior
  - Episodio 1 (24 de abril de 1984)
  - Episodio 2 (1 de mayo de 1984)
  - Episodio 3 (8 de mayo de 1984)
  - Episodio 4 (15 de mayo de 1984)
- Un, dos, tres... responda otra vez
  - Shakespeare (8 de noviembre de 1985)
  - El Tenorio (1 de noviembre de 1991)
- Tarde de teatro
  - Los extremeños se tocan (21 de diciembre de 1986)
- Dossier Verhulst
  - De aanslag (9 de enero de 1987)
- Positrón [nota 1]
- Primera función
  - La otra orilla (2 de febrero de 1989)
- Brigada Central
  - El hombre del reloj (26 de enero de 1990)
- Viva el espectáculo
  - Temporada 2, episodio 17 (7 de junio de 1991)
- Encantada de la vida
  - Episodio del 9 de mayo de 1994
- Función de noche
  - Las trampas del azar (2 de septiembre de 1995)
- Médico de familia
  - Casa nueva (15 de septiembre de 1995)
  - Cuestión de imagen (19 de septiembre de 1995)
  - La fuga de Alberto (26 de septiembre de 1995)
  - El cumpleaños de María (3 de octubre de 1995)
  - Chocolate (10 de octubre de 1995)
  - Debajo del puente (17 de octubre de 1995)
  - Malos humos (24 de octubre de 1995)
  - Buenas migas (31 de octubre de 1995)
  - Un beso en la boca (7 de noviembre de 1995)
  - La chacha que surgió del frío (21 de noviembre de 1995)
  - Mentiras verdaderas (28 de noviembre de 1995)
  - Nivel 2 (5 de diciembre de 1995)
  - Testigo de boda (5 de marzo de 1996)
  - Volverte a ver (12 de marzo de 1996)
  - Cordialmente mal (19 de marzo de 1996)
  - Nunca más (26 de marzo de 1996)
  - Tú a Boston, y yo a la playa (4 de junio de 1996)
  - Los mejores momentos de 'Médico de familia' (11 de junio de 1996)
  - Mochuelos sin olivo (29 de octubre de 1996)
  - La sorpresa (19 de noviembre de 1996)
  - El divorcio (17 de diciembre de 1996)
- El sexólogo
  - Busque a mi suegro (1996)
- Antivicio
  - El juego de los peones (6 de enero de 2001)
- El comisario
  - Los dos lados del espejo (12 de marzo de 2002)
- Quart: El hombre de Roma
  - Manada de lobos (18 de septiembre de 2007)